# Nesciothemis fitzgeraldi
Nesciothemis fitzgeraldi là loài chuồn chuồn trong họ Libellulidae. Loài này được Pinhey mô tả khoa học đầu tiên năm 1956.